# Junior Kadile
Junior Kadile, né le 16 décembre 2002 à Rennes, est un footballeur français qui joue au poste d'attaquant ou ailier droit à Almere City FC.

## Biographie
Junior Kadile commence le football à 8 ans au Cercle Paul Bert Gayeulles, club de la banlieue rennaise. Après trois années au sein du club, il rejoint le Stade Rennais FC. Junior Kadile évolue la majeure partie du temps en tant qu’ailier en réserve. En N3, il devient un cadre en 2021-2022 sous Pierre-Emmanuel Bourdeau. Convoqué pour la première fois chez les pros pour un déplacement à Tottenham, la rencontre est finalement annulée une fois les Rennais sur place. Il est de nouveau appelé dans le groupe le 2 janvier 2022 pour un déplacement à Nancy en Coupe de France, et connait ses premières minutes en pro, pour cette élimination. 

## Statistiques
| Saison                | Club                  | Championnat           | Championnat | Championnat | Championnat | Coupe(s) nationale(s) | Coupe(s) nationale(s) | Coupe(s) nationale(s) | Total | Total | Total |
| Saison                | Club                  | Division              | M.          | B.          | P.d.        | M.                    | B.                    | P.d.                  | M.    | B.    | P.d.  |
| 2021-2022             | Stade rennais FC      | Ligue 1               | -           | -           | -           | 1                     | 0                     | 0                     | 1     | 0     | 0     |
| 2021-2022             | FC Famalicão (prêt)   | Liga                  | 4           | 1           | 0           | 0                     | 0                     | 0                     | 4     | 1     | 0     |
| 2022-2023             | FC Famalicão (prêt)   | Liga                  | 14          | 1           | 0           | 2                     | 0                     | 0                     | 16    | 1     | 0     |
| Sous-total            | Sous-total            | Sous-total            | 19          | 2           | 0           | 3                     | 0                     | 0                     | 22    | 2     | 0     |
| 2023-2024             | Stade lavallois       | Ligue 2               | 36          | 2           | 1           | 5                     | 2                     | 0                     | 41    | 4     | 1     |
| 2024-2025             | Stade lavallois       | Ligue 2               | 2           | 1           | 0           | 0                     | 0                     | 0                     | 2     | 1     | 0     |
| 2024-2025             | Almere City FC        | Eredivisie            | 30          | 5           | 2           | 1                     | 0                     | 0                     | 31    | 5     | 2     |
| Total sur la carrière | Total sur la carrière | Total sur la carrière | 87          | 10          | 3           | 9                     | 2                     | 0                     | 96    | 12    | 3     |

## Palmarès

### En club
Stade rennais FC
- Championnat de France -17 ans :
  - Champion : 2018.